# Serge Perez
Pour les articles homonymes, voir Perez.
Serge Perez (né en 1964 à Dax) est un auteur français de littérature de jeunesse.

## Ouvrages

### ÀL'École des loisirs
- Les Oreilles en pointe, 1995
- J'aime pas mourir, 1996
- Comme des adieux, 1997
- La Pluie comme elle tombe, 1998
- Love, 1999
- Rouge Baleine, 2000
- Rouge Baleine, 2017, version révisée, epub.
- Deux étoiles bleues, 2001

### Chez Actes Sud
- Dommage pour moi, 2000, Actes Sud - 2007 Babel J

## Théâtre
- Rouge Baleine, par la compagine AK Entrepot